# 1994 في لاتفيا
فيما يلي قوائم الأحداث التي وقعت خلال عام 1994 في لاتفيا.

## رياضة
- 1 يناير – كأس رابطة الدول المستقلة 1994 الفائز سبارتاك موسكو.

## مواليد

### أغسطس
- 18 أغسطس – كريستس نيولاندز درّاج طريق لاتفي.

## وفيات

### أغسطس
- 18 أغسطس – يشعياهو ليبوفيتش (مواليد 1903)[1]